# Разновидности кофейного дерева
Разновидности кофейного дерева — это генетические вариации определённого вида рода Кофе (Coffea) семейства Мареновые, которые отличаются от типового вида строением дерева, листьев и размером плодов. Разновидности условно можно разделить на две группы:
1) Естественные разновидности, то есть те разновидности кофейного дерева, которые возникли в результате естественной мутации или гибридизации.
2) Культивируемые разновидности, или так называемые культивары (cultivar) — сокращение от слова cultivated variety (выращиваемая разновидность). Это разновидности кофейного дерева, которые были искусственно выведены селекционерами для получения усовершенствованных гибридов с одним или несколькими признаками: урожайность, болезнеустойчивость, производительность и выживаемость.
Очень часто в русскоязычной литературе о кофе термин «разновидность» путают с термином сорт. Последний обозначает подкатегорию разновидности, которая обусловлена не генетическими свойствами кофейного дерева, а условиями выращивания на определённой ферме или обработкой кофе в определённых условиях.
Семена (бобы, зёрна) кофе из различных мест и с разных плантаций могут иметь отличительные особенности, такие как аромат (критерий аромата включают в себя такие термины как «цитрусовый» и «землистый»), содержание кофеина, плотность, вкус и кислотность. Эти свойства зависят не только от сорта (культивара), но и от окружающей кофейные деревья среды и технологий возделывания. Таким образом качество и характеристики продукции кофе одного сорта могут весьма изменятся от региона к региону — кофе демонстрирует чёткие региональные вариации. Кофе, происходящий из одной области (региона, страны, плантации) принято называть single-origin.
Большинство сортов представляют собой гибриды и почковые мутации естественных (возникших в природе) разновидностей. Основные из них — Бурбон (Bourbon или Burbon) и Типика (Typica).

## История
Арабика представляет около 70-75 % мировой продукции, и этот процент мог бы быть гораздо выше, если бы не её подверженность болезням.
До конца 19 века арабика была распространена максимально широко, пока болезни этого растения не заставили фермеров заменять её другими культурами. Тогда как, многие страны отказывались от посева кофе в пользу других культур, Индонезия начала выращивать кофе конголезский (robusta), который обладал как высокой урожайностью, так и высокой устойчивостью к заболеваниям, но качество напитка было низким.
До середины 1900-х годов, в селекции арабики взяли акцент на адаптацию к местным условиям роста, урожайности и качество напитка. Но в конце 1970-х и 80-х разные страны запустили программу, направленную на повышение резистентности к болезням.

## Критерии селекции
Урожайность — это мера количества продукции, произведенная конкретным видом. Обычно измеряется в килограммах или тоннах в год, при обычной плотности высадки 1100—1400 растений на гектар. Высокий урожай — одна из главных целей производителей, и специальная селекция для увеличения урожайности — относительно новая тенденция.
Устойчивость к болезням стала ведущим фактором не только в селекции видов, но и в выведении новых культурных сортов растений.
Устойчивость к вредителям. Обнаружено, что определённые сорта кофе устойчивы к минёрам и нематодам. Также было обнаружено, что, как и с болезнями, сорт робуста является более стойким, чем арабика.

## Разновидности кофейного дерева
| Название культивара                      | Изображение | Вид или происхождение                                                 | Страна происхождения            | Описание | Примечания |
| ---------------------------------------- | ----------- | --------------------------------------------------------------------- | ------------------------------- | --- | ---------- |
| Arusha                                   |             | Coffea arabica var. typica' x 'French Mission'                        | Танзания и Папуа — Новая Гвинея | | [ 10 ]     |
| Altura                                   |             |                                                                       |                                 | Предпочитает высоты 800 м над уровнем моря и выше. Вкус орехово-шоколадный, резковатый. Активно культивируется в Мексике. | [ 10 ]     |
| Bergendal, Sidikalang                    |             |                                                                       | Индонезия                       | Повышенная устойчивость к ржавчине, сорт пережил эпифитотию 1880-х годов. |            |
| Блю Маунтин (Blue Mountain)              |             | Почковая мутация Coffea arabica var. Typica                           | Найден в Синих Горах, Ямайка.   | Разновидность получила название от одноимённого региона Блю Маунтин на Ямайке, где стали выращивать кофейные деревья. Напиток из кофе имеет сбалансированные вкусовые характеристики с яркой кислотностью и незначительной горечью. Выращивается в Кении, на Гавайях, Ямайке. | [ 11 ]     |
| Бурбон (Bourbon)                         |             | Coffea arabica L.                                                     | Остров Реюньон (прежде Бурбон)  | В 1708 году голландские саженцы кофе разновидности Типика были посажены Францией на острове Реюньон (тогда — Бурбон), где успели измениться в результате естественной мутации и превратиться в самостоятельную разновидность. Урожайность на 20—30 % выше, чем у сортов от разновидности Типика. В отличие от большинства кофейных деревьев с характерным красным цветом ягод, дает урожай розового, оранжевого и жёлтого цветов. В индустрии «спешалти кофе» (specialty coffee) Бурбон ценят за ярко выраженный сладкий вкус. | [ 1 ]      |
| Вилла Сарчи (Villa Sarchi)               |             | Бурбон                                                                | Коста-Рика                      | Эта разновидность кофейного дерева является естественной мутацией Бурбона, найденная в городе Сарчи в Коста-Рике. Вилла Сарчи имеет карликовые кофейные деревья, плоды красного цвета. За счёт компактности имеет более высокую урожайность по сравнению с Бурбоном. В индустрии «спешалти кофе» данной разновидности дают высокие оценки вкусовым характеристикам кофе. | [ 12 ]     |
| Colombian                                |             |                                                                       | Колумбия                        | Популярный в культуре сорт вместе с 'Maragogype', 'Caturra', typica и bourbon. На него приходится 12 % от рынка кофе. |            |
| Ethiopian Harar                          |             |                                                                       | Харэр, Эфиопия                  | |            |
| Ethiopian Sidamo                         |             |                                                                       | Оромия, Эфиопия                 | |            |
| Ethiopian Yirgacheffe                    |             |                                                                       | Айргачефф, Эфиопия              | |            |
| French Mission Bourbon                   |             | Bourbon                                                               | Восточная Африка                | | [ 13 ]     |
| Guadeloupe Bonifieur                     |             |                                                                       | Гваделупа                       | | [ 14 ]     |
| Hawaiian Kona                            |             |                                                                       | Гавайские острова               | Выращенный на склонах Гуалалаи в Кона районе Гавайских островов, кофе был впервые представлен с острова Главный Боки губернатором острова Оаху в 1825 году. |            |
| Ява (Java)                               |             | Эфиопская арабика сорта Abysinia                                      | Ява, Индонезия                  | Данная разновидность была завезена в начале XIX века из Эфиопии на одноимённый остров Ява в Индонезии. |            |
| K7                                       |             | Coffea arabica L. var. Bourbon x Coffea arabica L. var. Typica (Кент) | Кения                           | | [ 11 ]     |
| Катуаи (Catuai)                          |             | Mundo Novo x Caturra                                                  | Бразилия                        | Эта разновидность является гибридом Мундо Ново и Катурра, искусственно выведенного в 1950—1960-х годах селекционерами Агрономического института Кампинас в Бразилии. Название этой разновидности происходит от multo mom, которое переводится с гуарани — языка южноамериканских индейцев, как «очень хорошо». Катуаи сочетала в себе карликовость и урожайность Катурры и высокую устойчивость к болезням Мундо Ново. Предпочитаемая высота посадки 800 м. Боковые ветви направлены почти параллельно стволам. У Катуаи есть сорта с красными и желтыми ягодами. Плоды почти не опадают. Требует повышенного ухода, необходимо дополнительное опыление. Вкусовая характеристика кофе имеет выраженную кислотность. В целом, кофе считается хорошим, но не превосходного качества. Некоторые обжарщики кофе отмечают, что качество красных ягод несколько выше, чем у желтых ягод. | [ 15 ]     |
| Катурра (Caturra)                        |             | Coffea arabica var. burbon                                            | Бразилия                        | Естественная почковая мутация Бурбона, которая стала известна с 1937 года после проведённых селекционных работ в штате Сан-Паулу Агрономическим институтом Кампинаса. По сравнению с Бурбоном Катурра заинтересовала агрономов своей высокой урожайностью, более высокой устойчивостью к болезням и возможностью к плотной посадке благодаря небольшому размеру деревьев. Иногда встречаются случаи, когда кофейное дерево приносит настолько высокий урожай, что не выдерживает вес собственных плодов, заваливается на почву и погибает. Дерево имеет кустовидную форму, требует кропотливого ухода и дополнительного опыления. Данная разновидность распространена в Бразилии, Колумбии и Латинской Америке. Предпочитаемая высота выращивания от 1000 м. Кофе имеет яркую вкусовую характеристику, цитрусовою кислотность, а тело напитка легкое. В то же время, имея достаточно хорошее качество, вкусовые характеристики напитка уступают Бурбону. В отличие от последнего у Катурры менее богатый вкус, более низкая сладость и менее чистый вкус. Так, некоторые обжарщики кофе отмечают, что Катурра имеет вяжущий вкус как у вина Пино Нуар, которому этот вкус придают танины. При этом качество кофе несколько улучшаются с увеличением высоты произрастания дерева, но в то же время ухудшается его урожайность. | [ 16 ]     |
| Кона (Kona)                              |             |                                                                       |                                 | | [ 17 ]     |
| Марагоджип (Maragogype)                  |             | Почковая мутация Coffea arabica var. typica                           | Бразилия                        | Данная разновидность произошла от естественной мутации Типики и была обнаружена примерно в 1870 году в одноимённом регионе Марагоджип в штате Баия в Бразилии. Отличительный особенностью этой разновидности является крупный размер дерева, листьев и плодов. Поэтому зерна этого кофе нередко называют «слоновьим». Марагоджип имеет невысокую урожайность и как следствие может быть невыгоден для выращивания. Растёт на уровне 600—700 м выше уровня моря. Спелые плоды дерева обычно красного цвета. Низкая популярность сортов кофе у фермеров делает его редким и в совокупности с уникальными признаками выделяет кофе среди других. Благодаря этому высококачественные зерна кофе ценятся среди ценителей редких сортов кофе. Оттенок вкуса чётко выраженный, шоколадный, в остальном вкусовые качества ниже среднего. | [ 11 ]     |
| Mayaguez                                 |             |                                                                       |                                 | |            |
| Mocha                                    |             | Coffe arabica var. burbon x Coffe Excelza                             | Йемен                           | Сорт, известный и происходящий из Мокко, Йемена. Не следует путать сорт со стилем приготовления напитка. |            |
| Мундо Ново (Mundo Novo)                  |             | Coffea arabica var. burbon x Coffea arabica var. typica               | Бразилия                        | Данная разновидность стала известна в 1940-х годах после того, как Агрономический институт Кампинаса (Instituto Agronômico de Campinas (IAC)) в Бразилии принял решение о культивации естественного внутривидового гибрида Типики и Красного Бурбона. В некоторых источниках отмечается, что в настоящее время из всех кофейных деревьев, которые произрастают в Бразилии, 40 % относятся к Мундо Ново. Данное утверждение имеет определённые основания, так как Мундо Ново обладает значительными показателями роста, относительно высокой урожайностью (на 30 % больше по сравнению с Бурбоном), устойчивостью к болезням и достаточной выживаемостью при выращивании на высоте примерно 1000—1200 м. Вкус кофе приготовленного из данных сортов имеет нотки цитрусовых, темных ягод, шоколада и специй, однако иногда ему не хватает сладости. | [ 18 ]     |
| Orange, Yellow Bourbon                   |             | Спонтанные мутации Coffea arabica var. burbon                         | Латинская Америка               | Orang Bourbon и 'Yellow Bourbon' отобраны из спонтанных мутаций кофе Бурбон. |            |
| Пакамара (Pacamara)                      |             | Pacas x Maragogype                                                    | Сальвадор                       | Разновидность Пакамара была искусственно выведена в 1958 году в Сальвадоре путём скрещивания двух разновидностей — Пакаса и Марагоджипа. От последнего разновидность переняла крупные размеры листьев и ягод. Плоды кофейного дерева красного цвета. Пакамара не устойчива к ржавчине кофейного листа. Ценители кофе высоко ценят вкусовые характеристики кофе Пакамары и отмечают нотки шоколада, фруктов и яркую кислотность. | [ 19 ]     |
| Пакас (Pacas)                            |             | Почковая мутация Coffea arabica var. burbon                           | Сальвадор                       | Данная разновидность была обнаружена в 1949 году в Сальвадоре и представляет собой естественную мутацию Бурбона. Она была названа в честь фамилии семьи Pacas, которым принадлежала ферма по выращиванию кофе и которые, соответственно, открыли данную разновидность. Пакас имеет карликовые размеры, что позволяет фермерам высаживать кофейные деревья с более высокой плотностью на территории. В свою очередь, это позволяет получить больше урожая по сравнению с Бурбоном. В основном разновидность выращивают в Сальвадоре и Гондурасе. Вкусовые характеристики напитка кофе похожи на Бурбон, но не имеют такой же сладости. | [ 19 ]     |
| Pache Comum                              |             | Почковая мутация Coffea arabica var. typica                           | Санта-Роза, Гватемала           | Впервые наблюдали на фермах Гватемалы Эль Брито, Санта-Крус-Наранхо и Санта-Роза. Предпочитает 1000—1500 м над уровнем моря. |            |
| Pache Colis                              |             | Pache Comum x Caturra                                                 | Латинская Америка               | Высокая урожайность. Предпочитает высоты 1—2 тыс. метров над уровнем моря. Плоды очень крупные. |            |
| Panama                                   |             |                                                                       | Панама, Коста-Рика              | |            |
| Ruiri 11                                 |             |                                                                       | Кения                           | Был выведен в 1985 году Кенийской научно-исследовательской станцией кофе. |            |
| S795                                     |             | Kent x S288                                                           | Индия                           | Это искусственно созданная разновидность кофейного дерева, выведенная в результате скрещивания Кента и S288. От последней данная разновидность получила устойчивость к болезни ржавчины кофейного листа. Хотя отмечается, что S795 утратила устойчивость к указанной болезни. Разновидность выращивают в Индии и Индонезии. | [ 12 ]     |
| Sarchimor                                |             | 'Villa Sarchi' x [Coffea arabica x Coffea canephora] межвидовой       | Коста-Рика                      | Гибрид коста-риканской Сарчи и Тиморского гибрида арабики и робусты, крайне стойкого к ржавчине (leaf rust) и точильщику (stem borer). Кофейные деревья Sarchimor имеют самые большие листья. По сравнению с обычными листьями бурбона, эти листья в пять раз больше. |            |
| SL28                                     |             | Coffea arabica L. (Бурбон)                                            | Кения                           | Данный гибрид был искусственно выведен в 1930-х годах учеными из Scott Laboratories в Кении по заказу правительства, которое запросило создать разновидность с высокой урожайностью, устойчивой к засухе и болезням. За основу была взята разновидность Бурбона устойчивой к засухе из Танзании. Тем не менее, полученная разновидность не сильно устойчива к болезни ржавчины кофейного листа. Вид растения: большие листья, спелые плоды красного цвета и больше среднего размера. Производительность невысокая, выносливость средняя и растет предпочтительно на больших высотах. Вкусовые характеристики кофе имеют ярко выраженные фруктовые нотки. | [ 20 ]     |
| SL34                                     |             | Coffea arabica L. (French Mission Bourbon)                            | Кения                           | Данная разновидность была искусственно выведена в Scott Laboratories из разновидности French Mission Bourbon с плантации Лорешо из Кабета в центральной части Кении. SL34 имеет крупные листья и плоды, которые при созревании становятся красного цвета. В отличие от SL28 обладает более высокой урожайностью и хорошей выносливостью. Однако также не устойчива к ржавчине кофейного лист. Кофе имеет превосходное качество в напитке, но не так разнообразен как у SL28. | [ 21 ]     |
| 'Sumatra Mandheling' и 'Sumatra Lintong' |             | arabica                                                               | Индонезия остров Суматро        | Кофе выращивается на фермах небольших размеров (50 −150 деревьев). Этот кофе считается органическим. Каждое может давать 0,5-1 кг кофе в год. |            |
| Sulawesi Toraja Kalossi                  |             |                                                                       | Индонезия                       | Выведен на больших высотах на острове Сулавеси в Индонезии. Напиток плотный, с хорошей кислотностью, имеет вкус тёмного шоколада и оттенки фруктов. |            |
| Тимор (Timor)                            |             | Coffea arabica L. × Coffea canephora Pierre ex A.Froehner             | Индонезия                       | Это естественный гибрид Coffea arabica (Арабики) и Coffea canephora (Робусты) обнаруженный в 1920-х годах в Тиморе. | [ 22 ]     |
| Типика (Typica)                          |             | Coffea arabica L.                                                     | Йемен                           | Типика является первой из известных разновидностей кофейного дерева. Именно от неё в ходе естественной мутации или генетических изменений произошли остальные разновидности. В своё время голландцы выбрали Типику для коммерческого производства и таким образом поспособствовали её распространению. Плоды кофейного дерева как правило имеют красный цвет. При этом урожайность относительно невысокая. Благодаря ярко выраженным вкусовым характеристикам кофе, выращивание Типики набирает популярность во многих странах-производителях кофе, в которых она известна под другими названиями: Криолло, Суматра, Арабиго. | [ 3 ]      |
| Brutte                                   |             | Coffea arabica var. typica                                            | Индия                           | Выведен в 2014 году на юге Индии в Мадрасе, штат Тамилнад. Выращивается на высоте 1500 м над уровнем моря. Отличается большим количеством танина (до 14—15 %) и тригонеллин (1,5—1,7 %) |            |